# ابزار ارزیابی سیستم ویندوز
ابزار ارزیابی سیستم ویندوز (انگلیسی: Windows System Assessment Tool) یک ماژول از مایکروسافت در ویندوز ویستا، ویندوز ۷، ویندوز ۸ و ویندوز ۱۰ است، که در کنترل پنل در بخش اطلاعات و ابزارهای عملکردی در دسترس می‌باشد. این ابزار، ویژگی‌های عملکردی و قابلیت‌های مختلف سخت‌افزارهای در حال اجرا را اندازه‌گیری کرده و در قالب اعداد، آرشیو می‌کند.